# Ойген Австрійський
Ерцгерцог Ойген Австрійський (нім. Eugen von Österreich), повне ім'я Ойген Фердинанд Пій Бернхард Фелікс Марія Австрійський (нім. Eugen Ferdinand Pius Bernhard Felix Maria von Österreich, 21 травня 1863 — 30 грудня 1954) — ерцгерцог Австрійський з династії Габсбургів, син ерцгерцога Карла Фердинанда та ерцгерцогині Єлизавети Франциски. Великий магістр Тевтонського ордену у 1894—1923 роках. Фельдмаршал австро-угорської армії (1916). Командувач Італійським фронтом Першої світової війни. Кавалер численних орденів.
Власник фортеці Гогенверфен у 1898—1938 роках, де тримав велику колекцію предметів мистецтва та зброї, а також вілли Ойген у Бадені (з 1894).
Після падіння монархії мешкав у Швейцарії. у 1934 році повернувся до Австрії. Другу світову війну пережив у Гітцингу.

## Біографія

### Ранні роки
Народився 21 травня 1863 року у моравському замку Ґросс-Зеєловіц на теренах Австрійськой імперії. Був п'ятою дитиною та четвертим сином в родині ерцгерцогині Австрійської Єлизавети Франциски та її другого чоловіка ерцгерцога Карла Фердинанда.

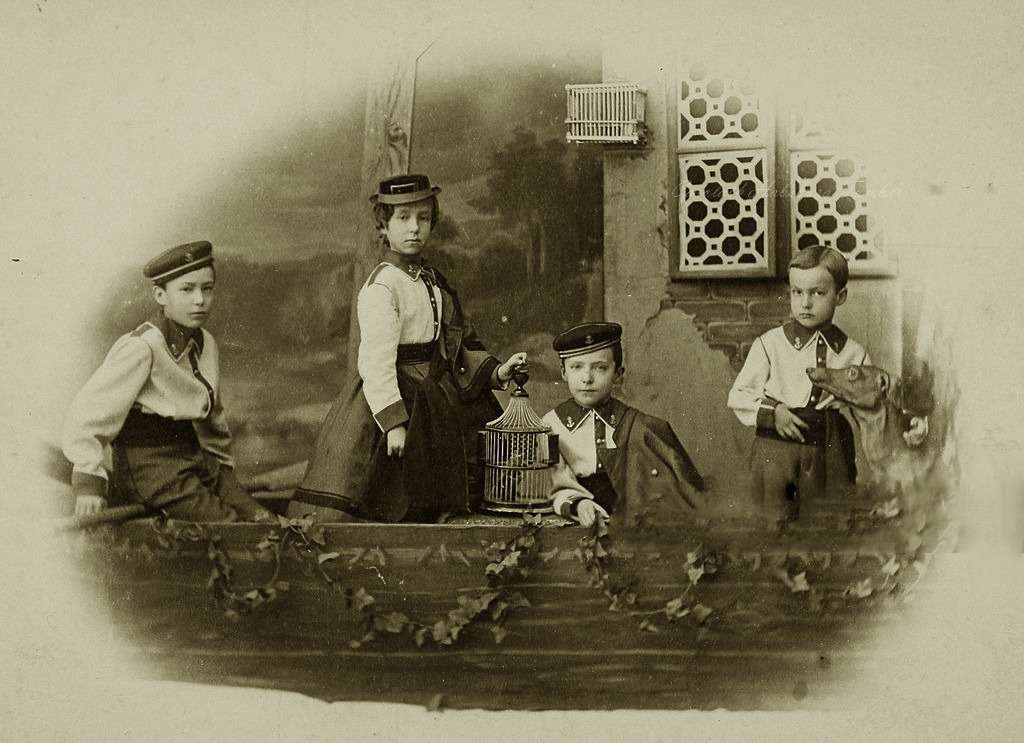
Світлина Ойгена із сиблінгами, 1860-ті

 Мав старших братів Фрідріха та Карла Стефана й сестру Марію Крістіну. Ще один старший брат та менша сестра померли немовлятами. Від першого шлюбу матері мав також старшу єдиноутробну сестру Марію Терезу.
Мешкало сімейство у замку Ґросс-Зеєловіц, який належав герцогу Тешенському. Мали також апартаменти у Відні.
Втратив батька в 11-річному віці. Його та братів всиновив дядько Альбрехт. Мати більше не одружувалася.
Отримав добру освіту. Навчався у віденському Палаці Ерцгерцога Альбрехта, канікули проводив у Гмюндені в Каринтії. Окрім військових предметів, вивчав мови, музику та історію мастецтва. Згідно сімейної традиції, у 14 років почав військову кар'єру у Тирольському піхотному полку, куди був зачислений 1877 року у чині лейтенанта. Як і всі Габсбурги, отримав цивільний фах, обравши для цього теслярство.

### Кар'єра
1 травня 1881 року став обер-лейтенантом і був переведений до полку гусарів. Протягом наступних років брав участь у численних маневрах. 

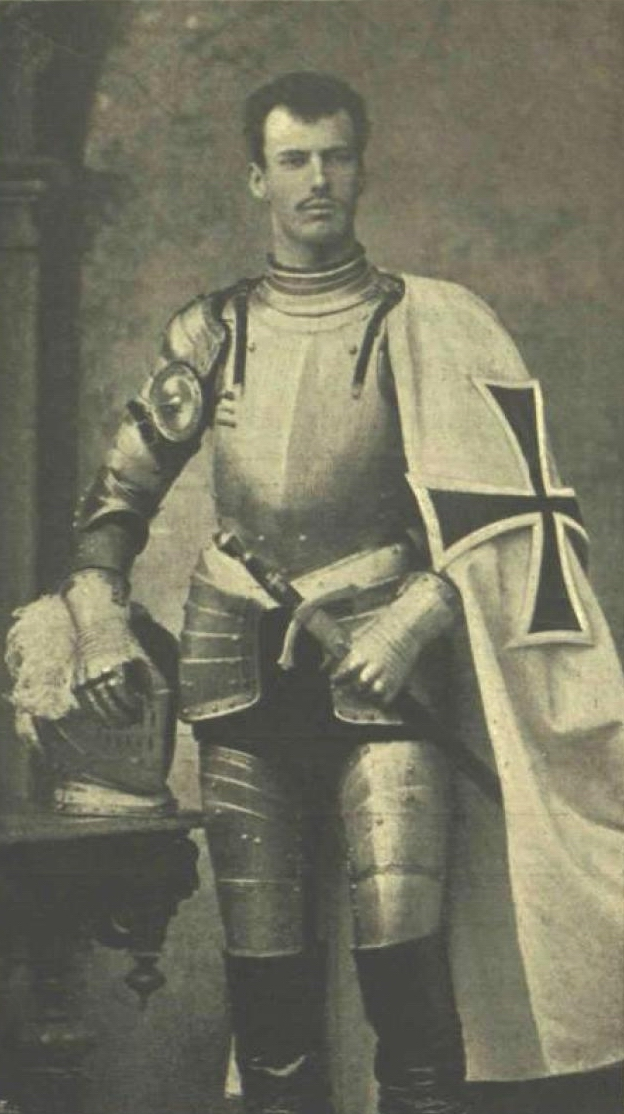
У латах тевтонського лицаря

У 1882 році здав перед спеціально зібраною комісією екзамен на вступ до Терезіанської академії, яку успішно закінчив 1885 року, отримавши повну освіту офіцера генерального штабу.
1 листопада 1885 року був зроблений капітаном, а 23 лютого 1887 — ротмістром. З 1887 по 1888 рік служив у 5-му гусарському полку, 26 жовтня 1888 отримав чин майора. 27 жовтня 1889 року став підполковником і був призначений командиром 100-го піхотного полку. 26 квітня 1890 року став полковником та очолив наступного року гусарський полк № 15. 28 жовтня 1893 року отримав звання генерал-майора і став командиром 9-ї піхотної бригади в Оломоуці. 26 квітня 1896 року дослужився до звання лейтенанта-фельдмаршала та отримав командування 25-ю піхотною дивізією. 27 квітня 1901 року отримав звання генерала кінноти, з 1900 по 1908 рік був командиром XIV армійського корпусу, що дислоціювався в Інсбруку.
Після смерті ерцгерцога Вільгельма у липні 1894 року став його наступником на посаді великого магістра Тевтонського ордену, а також отримав від дядька у спадок віллу, яка за його йменням стала називатися вілла Ойген. Перебував до цього у лавах тевтонців з 11 січня 1887 року, обіймаючи посаду коад'ютора. Як голова ордену, став також шефом Цісарського та королівського піхотного полку № 4. На посаді проявив себе досить активно: продовжив розвиток інституту добровільного догляду за хворими, заснував нові лікарні та покращив навчання медсестер, а також йому вдалося розібрати та розширити центральний архів ордена у Відні. 11 січня 1897 года був посвячений у командори лицарського Єрусалимського Ордену Святого Гробу Господнього.
У 1898 році придбав фортецю Гогенверфен біля Зальцбургу, яку зробив своєю резиденцією. Там він тримав велику колекція творів мистецтва та зброї. Коли 1931 року у фортеці трапилася сильна пожежа, профінансував її відновлення. Втім, 1938 року був змушений продати її націонал-соціалістичному гауляйтунгу.

### Перша світова війна
З початком Першої світової війни негайно вступив на дійсну військову службу. Перший час був покровителем добровільної військової благодійної організації. Зрештою, у грудні 1914 року обійняв посаду командувача військ на Балканах зі штабом у Петроварадині як наступник Оскара Потіорека. Разом зі своїм начальником штабу Альфредом Крауссом реорганізував 5-у армію, яка сильно постраждала в кампанії проти Сербії. У травні 1915 року вона була переміщена на новий фронт Ізонцо внаслідок оголошення війни Італією.

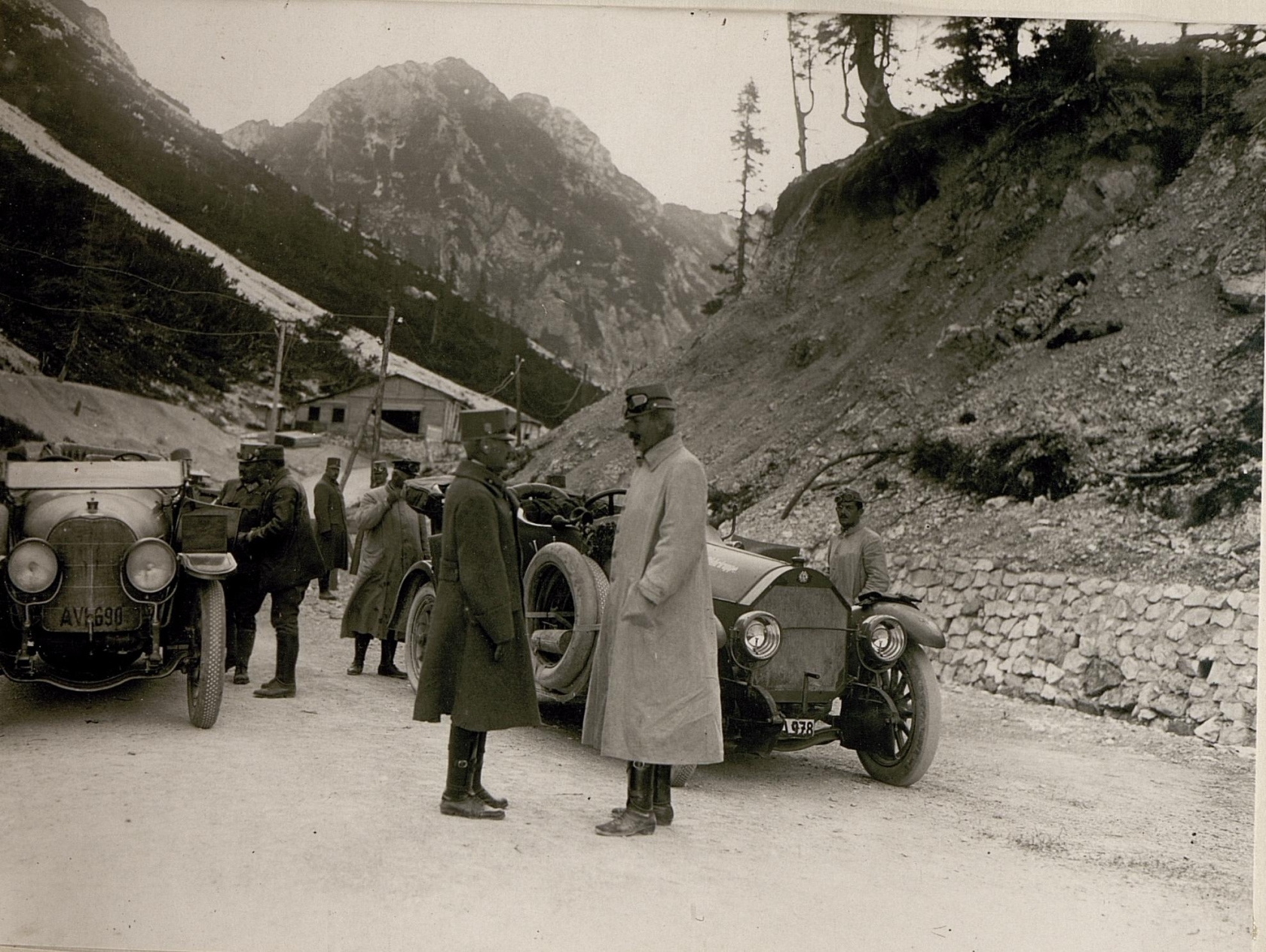
Ойген в Юлійських Альпах 31 липня 1917 року

22 травня 1915 року ерцгерцог був підвищений до генерал-полковника і 27 травня прийняв командування Південно-Західним фронтом Австрії проти Італії. Спочатку він очолював оборону на Ізонцо, але в наступному році переїхав до Больцано. З'являючись на передовій та заохочуючи війська, ерцгерцог досяг великої популярності. Він також керував тилами, аби забезпечити краще постачання передових військ. Під час наступу в Південному Тиролі у травні та червні 1916 року підлеглими йому були 11-а армія Австро-Угорщини під командуванням Віктора Данкля та 3-я армія під командуванням Германа Кевесса. Після початкового успіху наступ довелося перервати через небезпеку на російському фронту після Брусилівського наступу у червні 1916 року і подальшого перекидання з'єднань до того фронту. Однак, перервавши наступ, Ойген у другій половині червня 1916 року успішно вивів свої війська на безпечні позиції.
Був призначений фельдмаршалом разом із Францом Конрадом фон Хетцендорфом 23 листопада 1916 року. Попри успіх 14-ї армії у дванадцятій битві при Ізонцо, ерцгерцога було звільнено з посади командувача австрійського Південно-Західного фронту 18 грудня 1917 року, проти волі нового начальника Генерального штабу генерал-полковника Арца фон Штрауссенбурга. Імператор Карл I сам прийняв верховне командування. Ерцгерцог звільнився з військової служби 11 січня 1918 року.
Як і раніше, був дуже популярним, і в кінці війни, на початку листопада 1918 року, існувала ідея зробити Ойгена регентом. Втім, її обговорення міністром закордонних справ граф Андраші та членом парламенту доктором Франц Дінгхофер від німецької націоналістичної партії не мало ніяких наслідків.

### Подальше життя

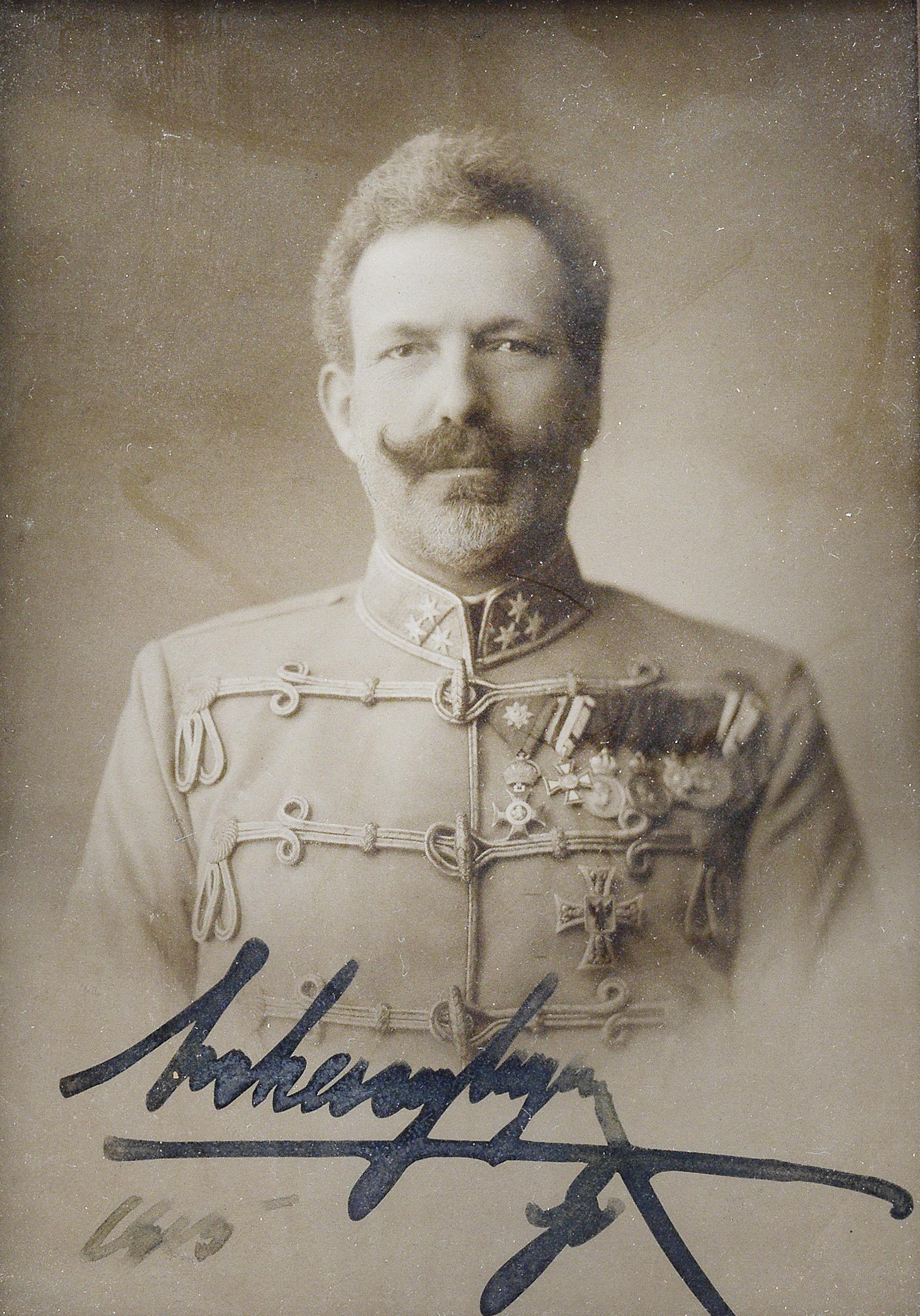
Світлина ерцгерцога

Після падіння монархії спочатку оселився в Люцерні, а потім — у Базелі, де скромно мешкав у готелі з 1918 до 1934 рік. Після встановлення влади лояльного канцлера Дольфуса, повернувся у 1934 році до Австрії та оселився у монастирі Гумпольдскірхена поблизу Відня. Брав участь у монархічних зборах, відвідував збори ветеранів, однак в ідею реставрації не вірив.
Ймовірно, із втручанням Германа Герінга та інших військових високопосадовців, отримав в оренду будинок у Гітцингу, де пережив Другу світову війну. 1945 року утік до Тіролю, де завдяки французькій окупації отримав невелику орендовану віллу в Ігльсі.
Помер 30 грудня 1954 року в Мерано після перенесеної пневмонії. 6 січня 1955 року був похований у церкві Святого Якова в Інсбруку поруч з ерцгерцогом Максиміліаном III.